# Frati de Cáceres
I Frati de Cáceres furono un ordine religioso e militare creato dopo la riconquista della città di Cáceres nel 1169 da parte del re Ferdinando II di León ai musulmani.

## Storia
Per proteggere la città da un possibile tentativo di riconquista da parte degli Arabi (come avvenne nel 1173), Fernando II ne assegnò la difesa ad un gruppo di cavalieri che nel 1170 si costituirono in ordine religioso e militare con voti di obbedienza e lotta. Il primo maestro fu Pedro Fernández de Castro "il castigliano".
Questa confraternita divenne nota come Frati de Cáceres (in seguito come Fratelli della Spada e successivamente come Cavalieri dell'Ordine di Santiago), che alla fine sarebbe stato il seme da cui sarebbe nato l'Ordine di Santiago.
Nel 1174, il califfo Abu Ya'qub Yusuf I riuscì a vincere la resistenza dei frati e riconquistò la città di Cáceres ai musulmani, dopo aver sconfitto e decapitato gli ultimi 40 membri di detto ordine nella storica resistenza della torre di Bujaco.